# انقلاب (فن)

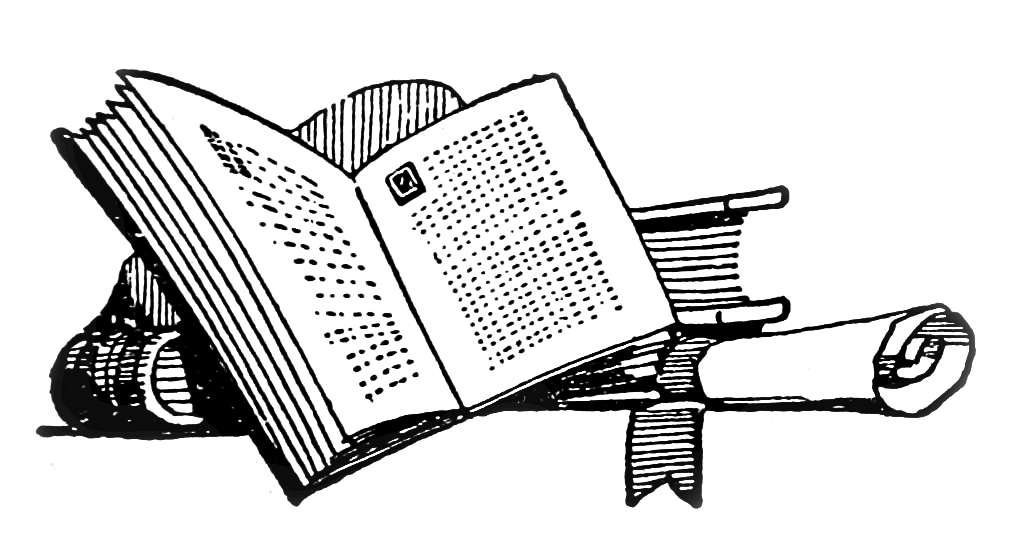
زخرفة من مجلة عام 1923

الانقلاب (في عدة لغات أجنبية: Peripeteia) هو في فن المسرحية ذلك التغير المفاجئ الذي يصيب البطل من حالة سارة إلى حالة بؤس. وقد اعتبر أرسطو في فن الشعر أن حبكة المأساة يمكن تحليها إلى عناصر ثلاثة: ما سماه بالتعرف والانقلاب والتأثير.